# Carl Schuster (Politiker)

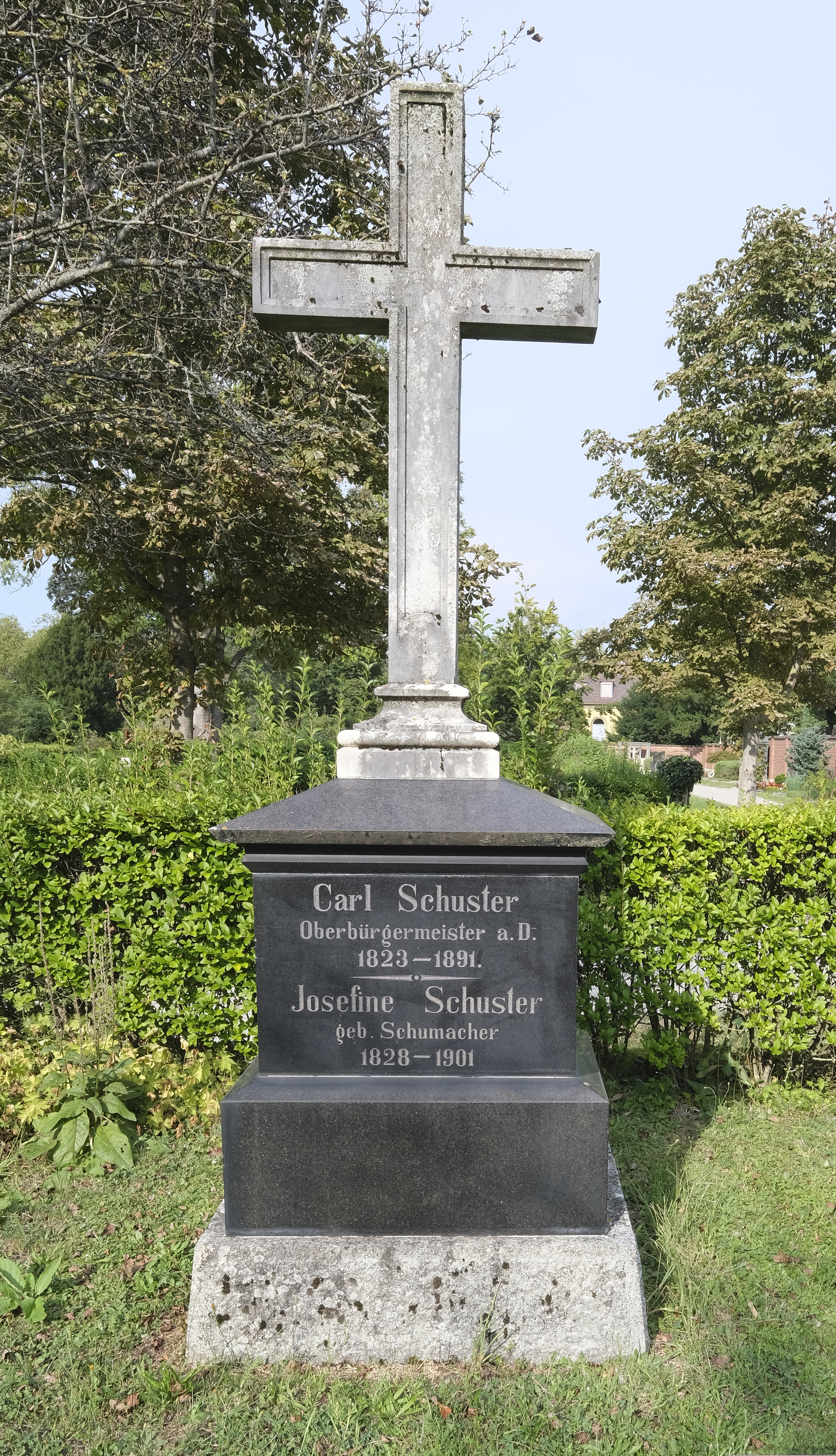
Grabstätte im „Ehrenhain“ auf dem Freiburger Hauptfriedhof

Carl Friedrich Schuster (* 19. April 1823 in Sinsheim; † 23. Februar 1891) war Oberbürgermeister von Freiburg und Mitglied des Deutschen Reichstags.

## Leben
Carl Schuster war im Großherzoglich Badischen Staatsdienst zunächst als Bezirks-Finanzbeamter der Steuerverwaltung tätig. Von 1866 bis 1871 war er Bürgermeister und von 1871 bis 1888 Oberbürgermeister der Stadt Freiburg. Ferner war er von 1869 bis 1872 Landtagsabgeordneter und seit 1864 Mitglied der Kreisversammlung des Kreises Freiburg.
Unter Schuster wurde 1871 die unter seinem Vorgänger begonnene Bahnlinie nach Breisach eröffnet. 1875 wurden die neue Quellwasserleitung, 1884 die neue Gasfabrik und 1887 der neue städtischer Schlachthof in Betrieb genommen. Das Exerziergelände Karlsplatz wurde zum Stadtgarten.
1887 erwarb Schuster das Bad Boll. Er ließ den dortigen Badhof modernisieren und richtete einen modernen Kurbetrieb ein. Hierzu ließ er Kurhaus und Parkanlage umfangreich ausbauen und neben der dortigen Badquelle eine Kapelle errichten. So entwickelte sich Bad Boll zu einem beachteten Kurort inmitten der Wutachschlucht.
Von 1887 bis 1890 war er für die Nationalliberale Partei Mitglied des Deutschen Reichstags im Wahlkreis Großherzogtum Baden  5 (Freiburg, Emmendingen).
Der Freiburger Architekt und Maler Carl Schuster war sein Sohn.